# Одинцовка (Хлеборобное сельское поселение)
Одинцо́вка — хутор в Целинском районе Ростовской области.
Входит в состав Хлеборобного сельского поселения.

## Население
| 2010 |
| ---- |
| 95   |

## Улицы
На хуторе имеется одна улица — Мира.